# الجمعية السعودية للإعاقة السمعية
'الجمعية السعودية للإعاقة السمعية, (بالإنجليزية: Saudi Association For Hearing Impairment) هي جمعية خيرية تقدم خدمات وبرامج تدريبية وتوعوية وتنموية لتمكين الصم وضعاف السمع وزارعي القوقعة من الجنسين.
تأسست في مدينة الرياض عام 1421هـ الموافق 2004م.

## الأهداف
- توعية المجتمع بالمعاقين سمعيًا.
- إصدار أنظمة ولوائح لدعم ذوي الاحتياجات الخاصة.
- إنشاء مراكز تأهيلية وتعليمية لحالات الإعاقات السمعية.
- بناء قاعدة بيانات لخدمة المعاقين سمعياً.
- التوعية بحقوق الصم.
- تشجيع البحوث حول موضوع الإعاقة السمعية.[1]

## الرؤية
- إشراك الصم في المجتمع وجعلهم فاعلين معتمدين على أنفسهم.
- التقليل من آثار الإعاقة عن طريق التوعية والتدخل المبكر.
- تأهيل الصم عن طريق التدريب والتعليم.

## المشاريع والأنشطة
- المركز التأهيلي المتكامل للصم.
- عيادة الكشف المبكر.
- الملتقى الوطني الأول (معاً للحد من الإعاقة).
- الملتقى الوطني الثاني (كيان إنسان).[2]
- مشروع إنشاء مركز الترجمة والتدريب لخدمة الصم وضعاف السمع.[1]

## الأعضاء[3]
- رئيس مجلس الإدارة:علي بن محمد الحلافي.
- نائب رئيس مجلس سعد ين محمد المطيري.
- أمين الصندوق:تركي بن حمود الشثري.
- عضو مجلس الإدارة: سعود الشبرمي.
- عضو مجلس الإدارة: علي بن محمد العيسى.
- عضو مجلس الإدارة: موسى بن محمد الريعي.
- عضو مجلس الإدارة: نجلاء الدهامي.
- عضو مجلس الإدارة: لولوة المطيري.
- عضو مجلس الإدارة: بسمة بنت إبراهيم الفهيد.
- عضو مجلس الإدارة: لولوه بنت عبيد العنزي.

## الفروع
- المنطقة الشرقية.
- مدينة جدة.

## وصلات خارجية
- الموقع الرسمي للجمعية السعودية للإعاقة السمعية